# Чарлз Менсон
Чарлз[джерело?] (Чарльз) Міллз Ме́нсон (англ. Charles Milles Manson; 12 листопада 1934, Цинциннаті, Огайо — 19 листопада 2017) — американський злочинець, серійний убивця. У 1960-х роках очолював культову хіпі-комуну, членів котрої спонукав на низку гучних та жорстоких убивств у районі Лос-Анджелеса в Каліфорнії. Особа Чарльза Менсона стала уособленням зла в масовій культурі, знайшла відображення в назвах музичних гуртів, пісень тощо.

## Життєпис
Чарлз Менсон народився 12 листопада 1934 року в Цинциннаті, штат Огайо. Його матір'ю була 16-річна Кетлін Меддокс. Кетлін втекла з дому за рік до того, а після народження сина почала пити й провела певний час у в'язниці за різні правопорушення. Через те, що матір не могла піклуватися про нього, Чарльза виховували різні родичі; крім того, він часто перебував в інтернатах і спеціальних школах для перевиховання молоді. Красти почав у 9 років, а досягнувши повноліття, почав грабувати квартири та викрадати автомобілі.
Після ув'язнення 1954 року, коли Чарльзу щойно виповнилося 19 років, його достроково звільнили за добру поведінку. Наступного року Менсон одружився з офіціанткою Розалією Вілліс. У березні 1956 року вона народила сина — Чарльза Менсона-молодшого. Після звільнення та народження дитини Менсон і далі викрадав автомобілі, за що у квітні 1956 року знову опинився у в'язниці. Під час його ув'язнення Розалія знайшла іншого й розлучилася з Менсоном у червні 1957 року.
Вийшовши з в'язниці 1958 року, Менсон надалі скоював різні злочини: шахраював і сутенерствував, викрадав чеки з поштових скриньок. Він одружився із жінкою на ім'я Леона, яка народила від нього другого сина — Чарльза Лютера Менсона. Проте подружнє життя не тривало довго: 1 червня 1960 року його знову відправили на 6 років до в'язниці на острові Макнейл біля узбережжя штату Вашингтон, а під час ув'язнення і друга дружина розлучилася з ним. У тюрмі Менсон навчився грати на гітарі, почав захоплюватися музикою, написав кілька десятків пісень і почав співати.[джерело?]

### Убивство Шерон Тейт
Після виходу з в'язниці 21 березня 1967 року Менсон вирушив до Сан-Франциско, де став наркоманом і почав виступати з піснями під гітару. У 1968 році він завів собі невеличке коло послідовників руху хіпі, з якими згодом перебрався до південної Каліфорнії. Попри те, що одна з його пісень таки з'явилася в альбомі іншого популярного гурту, сам він був незадоволений своєю музичною кар'єрою. Тим часом, Менсон і група його послідовників оселилися на ранчо біля Лос-Анджелеса — ця комуна хіпі дістала назву «Сім'я».
У «Сім'ї» Чарльз Менсон мав неабиякий вплив на членів і розробляв власну філософію уявлення про навколишній світ. Коли 1968 року The Beatles випустили свій «Білий альбом», Менсон переконав членів комуни, що пісня «Helter Skelter» якимось чином передбачала майбутнє людства, а саме війну між різними расами. На його думку війна мала розпочатися влітку 1969 року, коли чорношкірі мешканці Каліфорнії збиралися повстати і знищити всіх білих людей. За його теорією члени комуни могли врятуватися в підземному місті в Долині Смерті. Проте, коли повстання й кінець світу за його пророцтвами не відбулися, Менсон запропонував його послідовникам прискорити його шляхом убивств.

Менсону вдалося переконати чотирьох з його послідовників захопити маєток у Лос-Анджелесі та вбити всіх його мешканців. Вбивцями були Патрісія Кренвінкел, Сьюзен Аткінс та Чарльз «Текс» Вотсон. У будинку проживала акторка Шерон Тейт з чоловіком — відомим режисером Романом Полянським, який у той час подорожував Європою. 9 серпня 1969 року чотири члени комуни за наказом Менсона жорстоко вбили вагітну Тейт, її колишнього хлопця стиліста Джея Себрінга, а також інших трьох її гостей. Наступної ночі жорстокі вбивства продовжилися: в сусідньому маєтку загинула родина ЛаБіанка (англ. LaBianca).[джерело?]

### Суд і покарання
За кілька місяців поліція вийшла на слід Менсона і його злочинної групи: у грудні 1969 року Менсона і кількох його послідовників заарештовано. Судовий процес розпочався 24 липня 1970 року і вже 25 січня Менсона визнано винним у вбивстві та в змові на скоєння вбивства. 29 березня 1971 року Менсона засуджено до смертної кари; проте 1972 року його помилувано: Найвищий суд Каліфорнії заборонив смертну кару.
Відбуваючи довічне ув'язнення у тюрмі Коркоран у Каліфорнії, Менсон подав більше десяти апеляцій та клопотань про дострокове звільнення, але всі їх відхилено. Навіть у тюрмі у відомого злочинця з'явилося своє коло прихильників: за понад 30 років ув'язнення він отримав більше листів, ніж будь-який інший в'язень у тюрмах США.

## Особисте життя
У 2013 році Менсон заявив про свою бісексуальність, сказавши: «Секс для мене — це як похід до туалету. Дівчина це чи ні. Неважливо. Я не граю в цю гру „дівчина-хлопець“. Я не зациклююся на цій грі».

## Пам'ять
- Американський рок-музикант Мерилін Менсон, чиє справжнє ім'я є Браян Г'ю Ворнер, взяв собі сценічний псевдонім, сформований зі складання імен двох американських знакових фігур 1960-х років, а саме акторки Мерилін Монро і Чарлза Менсона[8].

## У масовій культурі
- У телесеріалі «Водолій» (2015—2016) роль Чарлза Менсона виконав актор Ґетін Ентоні.
- У фільмі «Одного разу в… Голлівуді» роль Чарлза Менсона виконав австралійський актор Деймон Герріман.